# 空の境界
『空の境界』（からのきょうかい）は、奈須きのこによる日本の長編伝奇小説、および同作を原作としたドラマCD・劇場アニメ・漫画作品。サブタイトルは「the Garden of sinners」。イラストは武内崇。

## 概要
事故により2年間昏睡状態であった少女・両儀式と、その周辺の人物を巡る物語である。
1998年10月から『空の境界式』の題名で、web小説として奈須と武内の同人サークル「竹箒」のホームページ上に掲載されたのが初出である（第1章 - 第5章まで）。
2001年、奈須と武内が所属していた同人サークル「TYPE-MOON」が製作した『月姫PLUS-DISC』に第1章 - 第4章を収録した。同年12月30日、コミックマーケット61において、関係者のみに公開されていた第6章・第7章を含む全7章を同人誌として刊行した（全2巻）。この同人誌版は当時、奈須が愛読していた講談社ノベルスへのオマージュとして講談社ノベルスに酷似した装丁が施され、カバー下の表紙には「KINOKO NOVELS」という文字と奈須の自画像が全面に印刷されていた。2007年時点で原作小説の累計部数は70万部を記録している。
2002年8月9日には、『第一章』のドラマCDが発売された。
その後、講談社ノベルスより2004年6月8日に一般書籍（商業版）として刊行された（全2巻）。同日発売された5000部限定の愛蔵版は9,800円と高価であるにもかかわらず、予約開始から約2時間で完売した。商業版では細かな校正・校閲がなされており、句読点の位置や単語など同人誌版とは違う箇所がある。また、2007年11月15日から2008年1月16日にかけて、講談社文庫より文庫版が刊行された（全3巻）。
2006年12月には、ufotableによる劇場アニメ（全7部作）の製作が発表された。2007年12月1日の『第一章』を皮切りに順次公開され、2009年8月8日には最終作の『第七章』が公開された。さらに、2010年12月18日から一週間限定で『終章/空の境界』が公開された。2013年には『第一章』の3Dアニメ版、『未来福音』のアニメーション化も公開されている。『未来福音』の来場者特典として、新作書下ろしとなる『終末録音』が配布された。
2008年8月16日、奈須と武内が数年振りに同人サークル「竹箒」としてコミックマーケット74に参加し、『空の境界 未来福音』が発売された。
2010年9月15日からは、星海社WEBサイトの「最前線」にて、漫画の連載がスタートした。
2018年に「20周年記念版」が発売。上下巻の2巻、及び『未来福音』と劇場版の来場者特典であった『終末録音』を収録した1冊の全3巻構成になっている。

## ジャンル
小説版の帯では、太田克史が提唱する新伝綺と称されている。
新城カズマは『ライトノベル「超」入門』（ソフトバンククリエイティブ）の中で本作をライトノベルに分類している。
TYPE-MOONキャラクターが総出演するドラマCD『アーネンエルベの一日』では、本作の主人公・両儀式の口から「オレ、『空の境界』を伝奇だなんて思ったこと無いぞ。あれはポエムだ。人生のある時期にしか許されないポエムだだ漏れテキストだよ」と語られている。

## あらすじ
第一章 俯瞰風景 Thanatos.
1998年9月、観布子市では少女による飛び降り自殺が多発していた。自殺した少女たちの関連性は不明で、場所はきまって巫条ビルという取り壊しの決まった高層ビルだった。両儀式はその巫条ビルの上空に浮遊する少女たちを目撃する。
そんな中、式の友人である黒桐幹也が巫条ビルに近づいたのを機に昏睡状態に陥ってしまう。暦が9月に差し掛かろうとする頃、式は幹也を取り戻すため、夜の巫条ビルに赴く。
第二章 殺人考察（前） ……and nothing heart.
1995年3月、黒桐幹也は街で一人の少女と出会った。透徹した不思議な眼差しを持った少女に、幹也は一目で心を奪われてしまう。翌4月、観上高等学園の入学式で幹也はその少女と再会する。少女は「両儀式」と名乗り、人を寄せ付けない性格であったが、幹也には少しずつ心を開いていく。
ある日、幹也は式のもう一つの人格である「織」と面識を持つことになる。自分は殺人者だと言う織に戸惑う幹也。そんな中、観布子市内では連続猟奇殺人事件が発生し、街は重苦しい雰囲気に包まれていた。
第三章 痛覚残留 ever cry, never life.
1998年7月、複数のねじ切られたような変死体が見つかるという、人間の仕業とは思えない猟奇殺人事件が発生する。そんな中、工房「伽藍の堂」の所長である蒼崎橙子に一件の依頼が飛び込んできた。
依頼内容は事件の犯人の保護、あるいは殺害。犯人の名前は浅上藤乃。殺された被害者たちに陵辱されていた少女だった。不意に痛覚を取り戻し、同時に封じられていた能力である「歪曲の魔眼」を使えるようになった彼女は、生の実感と痛みを忘れないためにその能力を使用して7人を殺害した。両儀式は藤乃の暴走を止めるため、行動を開始する。
第四章 伽藍の洞 garan-no-dou.
1998年6月、約2年間の昏睡状態から両儀式は奇跡的に回復する。しかし、目を開けた直後に見えたのは「死の線」。それが何なのかを理解してしまった式は、とっさに自らの目を潰そうとする。そんな中、一人の女性が式を訪ねてくる。その女性は蒼崎橙子と名乗り、「死の線」が見える眼の使い方を教えるといい、そして、式の別人格である「織」がいなくなっていることを指摘する。
生の実感を喪失した式は抜け殻のような日々を送るが、その式の病室に毎夜さまよってくるモノがあった。それは、織がいなくなった隙間に入り込もうとする病院にいる悪霊達だった。橙子の結界で悪霊を凌いでいたが、ある日、悪霊は霊安室にあった遺体を使って結界を物理的に破壊し、式に襲い掛かって来た。橙子から投げ渡されたナイフを使った応戦で「生きている死体」は殺したが、悪霊は今度は式の中に入り込む。しかし、それは彼女の計算の内であり、式は自らの中に入った悪霊だけを殺した。
境界式
病院で寝たきりの一人の女性。大きな痛みを抱えた一人の少女。ある少年。その眼前に、奇跡を施す男が現れる。
第五章 矛盾螺旋 Paradox Paradigm.
1998年10月、両儀式はふとしたことから臙条巴という自称人殺しの家出少年と知り合う。巴に助けを求められた式は、彼に自室を隠れ家として提供し、奇妙な共同生活を送り始める。しばらくの後、巴は自分の親殺しの罪を告白する。奇しくも蒼崎橙子から似たような事件の詳細を聞いていた式は、巴と共に臙条家のある小川マンションへ向かう。
第六章 忘却録音 fairy Tale.
1999年1月、魔術師見習いである黒桐鮮花は、師である蒼崎橙子にある事件の調査を命じられる。それは鮮花の母校である礼園女学院で、生徒の記憶が妖精に奪われているというものだった。妖精を視ることができる両儀式を連れて学院に戻った鮮花は、さっそく調査を開始する。
境界式
誤って人を殺してしまった少年がいた。このままではまずいと思った矢先、少年は衝動的にある解決策を思いつく。その直後、少年の前にある魔術師が現れる。
第七章 殺人考察（後） ……not nothing heart.
1999年2月。両儀式は黒桐幹也の前から姿を消した。そして、それに合わせるように再発する連続猟奇殺人事件。3年前、自らを人殺しと称した式。信じ続けると誓った幹也。幹也は式の無実を証明するため、殺人事件の捜査を始める。そんな中、幹也はある麻薬事件をきっかけに、高校時代の先輩・白純里緒と再会する。
終章 空の境界
1999年3月、雪の降る夜。黒桐幹也は4年前と同じ場所で、『両儀式』に再会する。
未来福音 recalled out summer
1998年8月 01_feline -August, 1998-
未来福音 Möbius ring
1998年10月 02_daylight -October, 1998-
1998年12月 03_say grace -December, 1998-
未来福音・序 Möbius link
終末録音 the Garden of oblivion
年表
| 年     | 月       | 作品タイトル・出来事                     |
| ------ | -------- | ---------------------------------------- |
| 1995年 | 3月      | 黒桐幹也が『両儀式』に出会う。           |
| 1995年 | 4月      | 式と幹也が高校に入学。                   |
| 1995年 | 9月      | 2/殺人考察（前）                         |
| 1996年 | 2月      | 式が交通事故により昏睡状態となる。       |
| 1998年 | 3月      | 幹也が高校を卒業。                       |
| 1998年 | 4月      | 幹也が大学に入学。                       |
| 1998年 | 5月      | 幹也が蒼崎橙子に出会い、大学を中退。     |
| 1998年 | 6月      | 4/伽藍の洞                               |
| 1998年 | 7月      | 3/痛覚残留                               |
| 1998年 | 8月      | 1998年8月 01_feline -August, 1998-       |
| 1998年 | 8月      | 未来福音 Möbius ring                     |
| 1998年 | 9月      | 1/俯瞰風景                               |
| 1998年 | 10月     | 1998年10月 02_daylight -October, 1998-   |
| 1998年 | 11月     | 5/矛盾螺旋                               |
| 1998年 | 12月     | 1998年12月 03_say grace -December, 1998- |
| 1999年 | 1月      | 6/忘却録音                               |
| 1999年 | 2月      | 7/殺人考察（後）                         |
| 1999年 | 3月      | 終/空の境界                              |
| 1999年 | 終末録音 |                                          |
| 2010年 | 夏       | 未来福音・序 Möbius link                 |

## 舞台設定
本作品の設定はTYPE-MOON作品の多くが共有するそれと同一である。共通した舞台設定も参照のこと。
直死の魔眼
万物の生の綻びを視覚情報として認識することのできる眼。概要については直死の魔眼を参照。両儀式と遠野志貴の直死の魔眼の違いについては両儀式を参照。
根源
世界の外側にあるとされる領域で、「あらゆる事象の発端」「万物の始まりにして終焉」。全ての魔術師にとっての最終到達目標である。
起源
作品世界において、あらゆる存在が持つ、原初の始まりの際に与えられた方向づけ、または絶対命令。あらかじめ定められた物事の本質。無生・有生を問わず全ての物事は抗えない宿命として、それぞれ何らかの方向性を与えられて存在している。個々の人間もまた、知ろうが知るまいがこの方向性に従って人格を形成し、存在意義を持つ。
起源覚醒
自らの起源に飲み込まれ、人格を塗り潰された状態。太古の昔から来る起源の前では、個人の生涯の結果である人格など、たとえ百年かけて培ったものであってもないに等しい。ただし、起源という完全な存在意義に目覚めた肉体は強大な力を手に入れることができる。
抑止力
現在の世界の存続を図る、カタチのない力。集合的無意識（本作での使われ方は超個体に近いもの）が生んだ安全装置。世界を保護するという点で優先対象の異なる二つの抑止力が存在し、地球という星を守るためならば人間という種を滅ぼすこともためらわない「ガイアの抑止力」と、人の世の存続のためならば星を食い潰すこともためらわない「アラヤの抑止力」（霊長の抑止力）とがある。無意識から発生した力であるため、大抵の場合、その場にいる誰にも気づかれない、誰の意識にも止まることのない自然な形で発動する。例えば、世界の安定を脅かす危機を排除するため、それと敵対する存在（大抵は無力な唯の一般人）を後押しして力を与え、絶対に勝利できるように導く（これを「世界との契約」という）。ちなみにアラヤと契約した場合、その人間は英雄となり、死後英霊としてアラヤに取り込まれることになる。

## 登場人物
※声優は劇場版アニメ / ドラマCDの順。一人しか記載されていない場合は劇場版の声優とする。また「未来福音」「終末録音」の登場人物については空の境界 未来福音#登場人物を参照のこと。

### 主要人物
両儀 式（りょうぎ しき）
声 - 坂本真綾 / 川上とも子
身長：160cm / 体重：47kg / 誕生日：2月17日
本作の主人公。交通事故による約2年間の昏睡から奇跡的に目覚めて以来、モノの「死」を見る能力「直死の魔眼」を身につけた少女。月姫において混血の天敵、退魔四家の1つとして上げられている両儀家の次期当主であり、姓の「両儀」と名の「式」の両方に意味がある。黒桐への気持ちを持て余している時に様々な思いが交錯した結果、自ら道路に飛び出し自動車にはねられて昏睡状態に陥る。その後、不確かな生の実感を得るため、異能の者たちとの戦いに身を投じていく。起源は「虚無」。
両儀家は代々1人の人間に人為的に複数の人格を持たせることで超人的な能力を得ようとした家系であり、昏睡前には陰と肯定を担当する女性人格の「式」と、陽と否定を担当する男性人格の「織」という2つの人格があったが、事故で「織」が消滅してしまう。以後、彼女が男口調（例えば、一人称が「オレ」など）を使うのは精神死した「織」の人格を補完するため。なお終章では、「式」や「織」とは異なる第三の人格が現れている。
クールな性格で、何事にも興味を持たないように振る舞い、ぶっきらぼうな受け答えに終始する。不器用で自分の気持ちを素直に表現することが苦手。めんどくさがり屋でもあり、それが原因で昏睡状態から目覚めた時に言語症があると医師から勘違いされた。
非常に容姿端麗であり、男が見ると美女に、女が見ると美男に見間違えてしまうような中性的な顔立ちをしている。原作の第一章では、終幕の黒桐のセリフを読むまで、彼女の性別が読者に分からないような文章になっている。
普段着は和服で、寒い季節になるとその上から赤い革のブルゾンを着る。履物は編み上げブーツか下駄。
直死の魔眼の能力の代償として、常に死を意識し続けることになるが、達観しているため死の線が見えても（平気ではないが）耐えられる。そのため、眼鏡をかけることへの抵抗感もあって「魔眼殺し」は使用していない。それでも普段は焦点ズラして死の線を意識しない様にしている。通常、彼女が見ることのできる死の線は、生きているモノに関してのみ（生ける屍＝リビングデッドのように、擬似的に生命を与えられているモノを含む）である。鉱物などに関してはフルに集中してはじめて視認可能であることと、死の点（有機物・無機物問わず）に関しては『月姫』の登場人物・遠野志貴のように視認できず、限定的に志貴より劣る部分もあるが、志貴のように脳に負担がかかることはない。また、志貴と同じく「淨眼」の特性を持ち、彼女は『 』（読みはから、根源に近しいもの）に触れることで事象の視覚化に特化しており、本来なら視覚できない概念、霊体や能力といったものを目で捉えることができるため、魔眼の有効対象は志貴より上である。以上より、公式設定で志貴より数段上の直死の魔眼の使い手とされている。
浅上藤乃（後述）との戦いで左腕を失っており、以降は橙子が作った義手を使用する。この義手は外見は人形然としているが、魔力が通うと継ぎ目がなくなり、人体と同じ質感になる。さらに霊体をつかむことが可能で、巫条霧絵との戦いで利用された。また、義手の中に予備のナイフを内蔵している。
黒桐鮮花（後述）からは一方的にライバル視されているが、式は特に意識していない。むしろ面白いやつ、気を遣わなくていいやつと認識している。有り体に言えば、女友達としては好きなタイプ。幹也のことは不器用ながらも意識している様子。
特技は料理（和食）。もともと良家の出で舌が肥えており、他人が作るものならどんな味でも我慢できるが、自分が作るとなると絶対に妥協できないということで、板前顔負けの腕前を誇る。冷たい食べ物は苦手だが、幹也が買ってくるハーゲンダッツのストロベリーアイスだけは食べる。
非常に達筆。趣味は刃物の蒐集。嫌いなことは名字で呼ばれること。怖いものは幹也の無防備さ。
昏睡から回復した後、復学した高校はサボり気味。土曜日は習い事をしており、日曜日は一日中寝ている。家出同然にアパートで一人暮らしをしており、部屋は物がほとんど無い殺風景な状態で、電話機は床に投げ出されたように置かれており、冷蔵庫の中身はボルヴィックのミニボトルぐらいしかなく、冷凍庫は普段は空っぽ。
武器は基本的にナイフを使うが、本来の得物は日本刀で、これを装備した場合のみ、未来予知などの潜在能力を発現することが可能になる。また、自己暗示によって脳の機能を切り替え、肉体を戦闘用に作り変えることで、普段とは段違いの戦闘能力を発揮する。さらに、父親から武術の鍛錬を受けており、普通の人間が相手なら素手で圧倒するほどの強さを誇る。剣術の腕前は全日本剣道連盟が定める「日本剣道形」剣道五段相当である。
「式」と「織」のベースとなっている、脳でなく肉体に宿った第三の人格『両儀式』が『 』の一部であるため、その気になれば彼女の思い描いた新しい世界で古い世界を握り潰し、世界を思うがままに変えられる能力を持っている。もっとも、本人はそれに意義を見出しておらず、あらゆる結末を知るがゆえに無気力。それゆえに表に出ない。「式」と「織」の殺人衝動は『両儀式』から流れ込んだものであるが、2人とも彼女の存在を知らない。
黒桐 幹也（こくとう みきや）
声 - 鈴村健一（幼少期 - 喜多村英梨） / 伊藤健太郎
身長：173cm / 誕生日：12月20日（劇場版では4月19日）
両儀式の同級生だった青年で、現在は人形師・蒼崎橙子の事務所「伽藍の堂」で働いている。式と学校で出会う前に街で偶然『両儀式』に出会っており、それ以来、式に惹かれている。
いたって平凡な若者だが、ただ一点「物を探す」ということに関してだけは、非凡な才能を見せており、橙子に探偵になるよう勧められたこともある。父親が薬剤店を営んでいる人間と知り合いで、麻薬などにも詳しい。
高校時代、式と一緒に大学に行く約束をしていたが、彼女は交通事故に遭って昏睡状態となったため、一人で進学する。しかし、橙子の作った人形に魅了され、すぐに中退して伽藍の堂に就職した。式が昏睡状態であった2年間は、毎週欠かさずに彼女の見舞いに行っていた。現在はアパートで独り暮らしをしており、両親とは大学中退の件で喧嘩して以来、ほぼ絶縁状態である。これらの件を棚に上げて、式には「学校に行くように」、鮮花には「魔術師になるなんて父さんにどう顔向けするんだ」と説教を行なうが、式にも鮮花にも自分のことを棚に上げていることを皮肉られている。何かと式の事を気に掛けており、世話を焼きたがるが、彼女に鬱陶しがられることもあり、式にアイスクリームを買って来た時には、彼女をバラ科のイチゴに例えて「可愛いけど棘がある」と言ってしまい、彼女を少し怒らせてしまった。
その立ち位置から、主要人物で唯一の「普通の人間」であるように見えるが、「平凡な代わりに誰も傷つけず誰の"特別"にもならない」という生き方ゆえに、彼もまた神秘とは関わりのないところで「特別」（あるいは「異端」）な存在である。その特異性ゆえに、式や鮮花（あるいは巫条霧絵や浅上藤乃、白純里緒）などの異能の者に慕われている節がある。
なお、彼の容姿は『月姫』の主人公・遠野志貴にそっくりである（志貴の容姿は幹也を元にしたものであると公言されている）。また劇場版の担当声優である鈴村は、『真月譚 月姫』にて遠野志貴役を演じている。
白純里緒との一件で、左目を失う。それ以降は前髪で、左目を隠している。
蒼崎 橙子（あおざき とうこ）
声 - 本田貴子 / 井上喜久子
身長：165cm / 体重：50kg / 誕生日：8月8日
工房「伽藍の堂」を経営する人形師にして、魔法使いになり損ねた魔術師。ルーン文字の魔術を使う。廃墟となっていた建物に、人の意識を向けさせない結界を張った上で自宅兼オフィスとしている。眼鏡の付け外しで意図的に人格をスイッチする。生まれつきの魔眼の持ち主であり、彼女がかけている眼鏡は魔眼殺しとなっている。ヘビースモーカーで常にタバコをくわえており、本人はこの煙草について「台湾の職人が作った不味いタバコ」だとしている。礼園女学院のOGだが、18歳まで学校へ行ったことがないという設定もあり、いつ通っていたのかは不明。昏睡状態から回復した式に言語療法士と偽って近づいたのが式との馴れ初め。
『月姫』で登場する魔法使い・蒼崎青子の姉。蒼崎家の家督を彼女ではなく妹に与えたという理由で、師である祖父を殺害した。姉妹の仲は非常に険悪で、彼女の昔の使い魔は妹に破壊されている。魔術師としての実力は、壊すことしか能の無い妹をはるかにしのいでおり、トップランクに位置する。その実力を認めた魔術協会から最高位の魔術師の称号として「赤」を授けられているが、本来望んだ「青」の名は妹に奪われており、その事で揶揄する者もいる。ただし、自分を「傷んだ赤色（スカー・レッド）」と呼んだ者は「例外なくぶち殺している」らしい。最高位の人形師として、協会の封印指定を受け逃亡中。趣味は、妹の名義で協会からお金を下ろして買い物をすること。青子にかけられた魔術によって、生家の地に帰ることができなくなっている。
魔術師としても異質で、パソコンなど魔術師なら忌避する文明機器を平然と使いこなすほか、さまざまな乗り物も所有している。
文庫版とアニメ版で容姿が最も変わったキャラクターで、原作では水色のショートヘアに琥珀色の装飾品を身につけている姿だが、文庫版などでは橙に近いくすんだ赤毛をポニーテイルにしており、装飾品は両耳のピアスと小さなペンダントに留まっている。
彼女の人形師としての技術は「本人と寸分違わぬ」人形を創り上げるまでに至っており、以来、彼女は自己の唯一性への執着を持たなくなった。すなわち、自分と全く同じ存在がもう一人いるのであれば、今の自分はいなくなっても蒼崎橙子という存在はなくならないから問題はないという認識である。現在活動している橙子が何らかの理由により活動停止すると、スペアの人形が目覚めて記憶を引き継ぎ、再び本人と寸分違わぬ人形を作った後、以前の橙子と同様の生活を続ける。現在の彼女が本物であるのか人形であるのか、そもそもオリジナルが現存しているのか、本人ですら覚えていない。またオリジナルと比べ大分弱体化しており、魔術回路の数も20ほどと、単純な戦闘力は鮮花に劣る。
巨大な鞄の中に得体の知れない強力な魔物を飼っており、魔術での戦闘に向かない彼女はそれを使って敵を排除する。しかし、彼女はこの魔物の使用をあまり好ましく思っていない。
同じく奈須きのこ原作の『魔法使いの夜』にも登場する。また、TYPE-MOONの伝奇ゲーム『Fate/stay night』とその外伝『Fate/Zero』においても、名前は出ないが、封印指定を受けた人形師についての話が登場する。『MELTY BLOODシリーズ』では、橙子が自分の名義でお金を下ろしていることについて青子が文句を言っている（さらに『Actress Again』では、アニメ化に伴い「イメチェン」したことにも文句を言っている）。『月姫』では「魔眼殺し」の作り手としても言及されており、『フェイト/タイガーころしあむ』でライダーが探し回る「魔眼殺し」も彼女が製作したものらしい。『Fate/EXTRA』に魂の改竄を行なう教会関係者として青子と共に登場するが、容姿は原作版に準じている。

### 第一章『俯瞰風景』の登場人物
巫条 霧絵（ふじょう きりえ）
声 - 田中理恵 / 伊藤美紀
身長：161cm / 体重：40kg /
荒耶宗蓮が両儀式のために用意した3つの駒の一人であり、宗蓮は「死に依存して浮遊する二重身体者」と呼んでいる。起源は「虚無」。
月姫において混血の天敵として挙げられた家系の1つである巫淨家の最後の一人。家族はすでに他界しており、彼女自身も病のために余命いくばくもないと宣告され、ある病院に入院している。宗蓮の力を借りて、視力を失う代わりに霊体というもう1つの身体を得る。
外の世界を憎みつつも空に憧れて、廃ビル「巫条ビル」を根城に霊体で浮遊していた。そして無意識下で浮遊していた者たちにそれを意識させたため、結果として自分は飛べると勘違いした女子高生たちが次々と飛び降り自殺を行なうという事件を引き起こす（最終的に7人を自殺させる）。後述の理由によって「巫条ビル」に調査にやってきた黒桐幹也の魂を奪ったことで、彼を取り戻しに来た式に霊体を殺された。その後、病室に訪れた蒼崎橙子との会話を経て、無関係の人を自殺させた罪悪感と一度経験した死を再び経験するために飛び降り自殺した。
式が昏睡していた時に入院していた病院と同じ病院に入院しており、頻繁に式の見舞いに来ていた幹也に好意を持っていた。そして彼なら、自分を生きたままどこにでも連れていってくれると感じて、魂を奪うことにつながった。
劇場版では、第四章に1シーンのみ登場。
巫条 康紀（ふじょう やすき）
巫条霧絵の父親。妻と霧絵とその弟の4人家族。家族は霧絵を残して皆、事故により他界している。

### 第二章『殺人考察（前）』の登場人物
秋巳 大輔（あきみ だいすけ）
声 - 東地宏樹 / うえだゆうじ
黒桐幹也の従兄で、警視庁捜査一課の刑事。『第二章』以外にもたびたび登場する。
幹也に事件の全容を話して意見を求めるなど守秘義務に抵触しているが、有能ゆえに見逃されているらしい。蒼崎橙子とも面識があり、たびたび情報を交換する仲である。ただし、『第六章』の頃まで幹也が橙子の下で働いていることは知らなかった。
硯木 秋隆（すずりぎ あきたか）
声 - 中村修三（第7話）→保村真（第8話）
両儀家の使用人。両儀式の養育係として両儀家に引き取られ、両儀の屋敷で生活している。式が独り暮らしをするようになっても、たまにアパートを訪ねている。
学人（がくと）
声 - 高橋研二
黒桐幹也の幼馴染で高校時代の友人。柔道部所属。
不良がかった性格で、友人も多い。両儀式によく話しかけている幹也に、付き合っているかどうか尋ねる。
『第三章』では給料がなくなってしまった幹也に呼び出され、金をカンパする交換条件に湊啓太の捜索を依頼する。なお、その際2人が待ち合わせた場所は幹也がかつて通っていた大学の食堂であったため、幹也と同じ大学に入学したようである。『第七章』でも引き続き登場する。
両儀式の父
声 - 杉崎亮
現・両儀家の当主。家は竹林に囲まれた和風建築の豪邸であり、また剣術の道場があり、定期的に式（織）と真剣を使った稽古をしている。
自身はその地域一帯に影響力を及ぼす大家（『未来福音』によると「ヤ」の付く職業）であり、邸内には複数人の屈強な男たちが住み込んでいる。なお子供には、式の他に要（式の兄）がいる。

### 第三章『痛覚残留』の登場人物
浅上 藤乃（あさがみ ふじの）
声 - 能登麻美子
身長：157cm / 体重：48kg / 誕生日：5月20日 /
礼園女学院の生徒で、黒桐鮮花の友人でもある。荒耶宗蓮が両儀式のために用意した3つの駒の一人であり、宗蓮は「死に接触して快楽する存在不適合者」とみなしている。起源は「虚無」。
鮮花に「誰も憎まない娘」と評されるほど温和で穏やかな性格だが、実際は周囲に隠している無痛症によって外部の刺激および自らの身体を感じることができないために生への実感が無く、感情の抑揚そのものが乏しいことから、穏やかな性格に見えているだけである。結果として、他者の痛みに共感する形でしか生への実感を得られなかったことで、感覚を取り戻した後は残虐に相手を殺して喜び・快楽を得るという暴走を招く。
視界内の任意の場所に回転軸を作り、対象の強度に関係なく“曲げる”能力「歪曲」の持ち主。作中では“超能力”として扱われているが、藤乃の場合はある程度人為的な手が加えられているため、正確には魔術（魔眼）と異能（超能力）の中間。理論上は左右どちらか片方にしか曲げることができないが、藤乃の場合は異能の回線を複数持つため、左右どちらにも曲げることができる。また、後述の理由・方法によって無理に能力を封じられていたことで、より強大な能力へ発達させることになり、終盤では透視能力（千里眼）まで発現させ、橋の全景を視界に納めることで巨大な橋をもねじ曲げた。しかし、橋を曲げた代償として失明している（原作中では明言されていない。作者は「そこで彼女は視力を失っています。橋壊しの代償として」と解説している。また、『未来福音』において、視力はほとんど失ったと描写されている）。
長野の名家であり、『月姫』において混血の天敵として語られる4つの家系の1つである浅神（あさかみ）家の出身である。幼い頃から「歪曲」の能力が発現していたが、6歳頃に父・羽舟が能力を消すため人為的に感覚を無くし（後天的無痛症）、能力が封じられる。その後、12歳の頃に浅神家の没落に伴い、母と共に浅上家に引き取られ現在に至る。
半年間にわたって不良集団から性的暴行を受けていた。無痛症であるため、その感覚も無きに等しかったが、金属バットで背中を強打されたことで脊髄に損傷を受け、不定期に感覚を取り戻すようになる。ある夜、たまたま感覚を取り戻していた間に不良のリーダーにナイフで腹部を刺され、防衛行動として発動した「歪曲」により湊啓太以外の4名を殺害する。以後、逃亡した湊を殺すために彼を探し、その途中で何度か殺人を繰り返すようになる。
実は腹部の痛みは彼女が患っていた慢性の虫垂炎が原因であり、ナイフで刺されてはいなかった。本人はあくまでナイフで刺された傷によるものだと認識していたため症状が悪化し、最後の式との戦いでは腹膜炎に進行しており、既に手遅れな症状までに悪化していた。その後、式によって体内の病気を殺されたため、一命を取り留めた。『第六章』のラストで再登場している（劇場版においては、冒頭の1カットに登場）。十年後では、五年近く交際していながらまだ結婚していない旦那様のために花嫁修業をしつつ、世の不合理をねじっているらしい。
式は能力発動時の彼女を非常に嫌い、特に復讐としての殺人（性的暴行を行なっていた5名の殺害）ではない殺人は殺戮と呼び、その快楽殺人傾向について嫌悪感を示していた。ただし、橙子はそれを同属嫌悪ではないかと述べている。また、黒桐幹也は憶えていないが、中学時代に彼と会ったことがあり、それ以来好意を持っていた（鮮花が幹也の妹であることは知らない）。
『Fate/stay night』の間桐桜の原型となったキャラクターであり、設定コンセプトとして「浅上藤乃タイプ」と指定されたほど。また、デザイン担当の武内は「奈須にとっては違うと思う」と前置きしながらも、「自分としては『月姫』の琥珀の原型となっている」と述べている。
湊 啓太（みなと けいた）
声 - 浅沼晋太郎
黒桐幹也や学人の後輩。街の不良グループの一人で、4人の仲間たちと共に浅上藤乃を脅迫して性的暴行を加えていた。
藤乃の「歪曲」によって仲間が次々と殺されるのを目の当たりにして逃走し、とあるマンションに隠れていたが、逃げる際にリーダーの携帯電話を持っていたため、藤乃から脅迫めいた電話がかかってくることに悩まされることとなる。そのため、幹也が発見した際にはひどく憔悴していた。後に、学人の依頼を受けて捜索していた幹也に保護され、グループで唯一の生存者となる。ちなみにイラスト担当の武内崇曰く、陰部を切断されているらしい。
昭野（あきの）
声 - 飯田浩志
湊啓太のグループと交流のあった青年。啓太の行方を追う浅上藤乃に啓太の居場所を問われるも、答えられなかったため殺害され、5人目の被害者となる。両儀式や蒼崎橙子は、これ以後を殺人ではなく大義名分の無い殺戮と呼んでいた。
康平（こうへい）
声 - 中村悠一
湊啓太のグループと交流のあった青年。浅上藤乃の接触を受けるが、無遠慮な対応を取ったために殺害される。6人目の被害者。
高木 彰一（たかぎ しょういち）
浅上藤乃による連続殺人事件の7人目の被害者の少年。湊啓太のグループのメンバーとは無関係の一般人。
この件により、ついに復讐と無関係の殺人が始まったとして、両儀式は藤乃との戦闘に至った。劇場版ではトラックの運転手をしていたところを道に突っ立っていた藤乃を跳ねてしまいそうになったために藤乃の能力の犠牲になっており、藤乃にとっては無意識下での殺害だったようで、後に藤乃は「6人を殺した」と言っている。
浅上 麻雪（あさがみ まゆき）
声 - 新田万紀子
藤乃の実母で、羽舟の妻だった。浅神家が破産した際に分家筋である浅上康蔵に引き取られて再婚し、藤乃の無痛症について理解していなかったようである。藤乃が両儀式と最後に戦った際、精神が幼退化した藤乃は黒桐幹也と麻雪に依存していた。
名前は劇場版の設定から。
浅上 康蔵（あさがみ こうぞう）
藤乃の継父で、浅神家の分家に当たる浅上家の当主。（血縁上は浅神 羽舟の実弟で藤乃の叔父である）かなりの資産家であり、礼園女学院の寄付金の3割を出しているほか、浅上建設株式会社や浅上女学院にも出資している。
本家の浅神家が没落した際に、その土地の利権欲しさに借金を肩代わりし、また浅神麻雪を妻として連れ子の藤乃を引き取る。藤乃の異能を知っていたらしく、事件を知ると蒼崎橙子に藤乃を止めるよう依頼し、最悪の場合は殺害も黙認するという態度を示した。
名前は劇場版の設定から。
浅神 羽舟（あさかみ はねふね）
藤乃の実父で康蔵の実兄。異能を伝える浅神家の元当主。
両儀家とは違い、現代においては異能を封じ込めることを目指し、藤乃に大量の薬物を投与して感覚と共にその能力を封じる。家は当代で没落し、既に存在しない。
名前は劇場版の設定から。
教授
声 - 岩崎ひろし
蒼崎橙子の師に当たる大学教授。超能力に詳しく、訪ねてきた黒桐幹也にテレビのチャンネルに例えて講釈する。その際、左右両回転の「歪曲」を行使する浅上藤乃を危険視していた。

### 第四章『伽藍の洞』の登場人物
芦家（あしか）
声 - 石上裕一
両儀式が入院していた病院（劇場版では観布病院）の脳外科医。生真面目な性格で、式の担当だった。
『月姫』にも同姓の脳外科医が登場し、式と同じ「直死の魔眼」を持った遠野志貴の担当であるが、関係性は不明。
両儀式の母
現・両儀家の奥。和服姿の似合う若作りの美人。

### 第五章『矛盾螺旋』の登場人物
臙条 巴（えんじょう ともえ）
声 - 柿原徹也（幼少期 - 五十嵐裕美）
誕生日：7月10日
とある事情により母親を殺害したフリーターの少年。十代後半で髪は赤い。母親を殺害した現場の小川マンションから逃げ出し、自暴自棄になって喧嘩していた時に両儀式と出会い、当面の隠れ家として式の部屋に寝泊りさせてもらう。出会った時から式に強く惹かれ、彼女を知るうちに好意を抱くようになる。そのため、『第五章』の大部分では黒桐幹也に代わって式のパートナーを務めることになる。
以前は有名なスプリンターだったが、父親が無免許で交通死亡事故を起こしてから、家族は精神的にも金銭的にも立場的に追い込まれる。家族を養うために高校を退学し、引越し屋でアルバイトをして、給料は家の借金返済に充てられていた。家族内の会話も無い家庭崩壊した状況で、小川マンションに移転後、母親が父親を殺し、直後に自分も殺されると感じて母親を殺害し、家を飛び出した。
実は本物の巴は物語以前に母親に殺されており、現在の巴（ひいては小川マンションの住人全員）はコルネリウス・アルバに造られた人形に記憶を移植されたものだった。荒耶宗蓮によって最後の1日（すなわち「死」）が繰り返される小川マンションにおいて、本来ならいつもどおりに母親に殺されて終わるはずだったが、その日だけは逆に母親を殺し、マンションから逃亡していた。完全なイレギュラーな存在で、宗蓮にとっても予想外の出来事だったが、これを逆に利用し、無意識下に式への関心を付け加えられ、彼女をマンションにおびき出す道具として利用された。
自身の真実を知り、存在意義をことごとく否定されるも、自身に宿る意思を本物として単身で宗蓮に挑む。宗蓮に敵うはずもなく消滅させられるが、その間際には自身がそこに確かに存在したことを再認識しつつ散った。また、このわずかな時間が式の回復・結界からの脱出に時間を与える結果となり、巴という存在が宗蓮の致命的なミスとなる。起源は「無価値」。
公式では猫耳属性があるという扱いになっている。
荒耶 宗蓮（あらや そうれん）
声 - 中田譲治 / 同左
一連の事件で暗躍する人物。常に黒いコートを羽織り（上着と中着も黒）、無口で強面な人相の持ち主。蒼崎橙子とは協会で同期だった魔術師。死の蒐集家。
元は台密の僧で人助けをしていたが、戦争などの人の性に絶望し、人という存在の意味の有無を求めて根源（ひいては『 』）を目指すようになる。しかし、毎回（霊長の）抑止力に阻まれ、（根源への到達は魔術師たちの最終目標とはいえ）現在では度を超え、根源を求めるだけの存在と化している。本作では『 』につながる両儀式の身体を手に入れることで根源を目指そうとし、抑止力が働かないように入念な計画を立てていた。
魔術師としての能力は穴だらけだが、結界の分野には突出しており、限定空間においては、空間の移動・圧縮・生成など魔法の域に達する。戦闘に際しては、自身の周りに三つの結界「不倶」「金剛」「蛇蝎」を敷くことで鉄壁の守りを誇る。身体能力も桁外れに高く、格闘戦を得意とする。また、橙子には及ばないが人形師としての腕もかなりのものである。さらに起源覚醒の術で、己の起源「静止」を呼び起こしており、ほぼ不老状態になり、200年以上の時を生きている。それに加えて、左手には仏舎利を埋め込んでいるため、死の線が極めて細くなっており、式を苦しめた。
抑止力に阻まれぬようにするため、式の身体を介して『 』へ至る計画を立て、式と同じ根源（性質）を持ち、それでいて相克すると考えた巫条霧絵・浅上藤乃・白純里緒の3人の望みを叶える代わりに式と戦うよう仕向けた（ただし、効果的ではなかったこと、特に里緒は失敗であったと述べている）。そして後述の実験より、偶然起きた巴の逃走を利用し、自らの拠点・工房である「小川マンション」に式を呼び込む。最初の戦いでは式を捕まえることに成功するも、霊長の抑止とは別の要因によって阻まれ式に敗北。自らの敗北を認めないまま、次世代での復活に望みを託して消え去った。
橙子に設計させた小川マンションを自らの拠点として「相克スル螺旋」と呼ぶ実験を行なっていた。これは根源に至るには死の量より質であるとし、自ら64種に分類した死の性質それぞれを反映した64人の死体と人形を用いて、死で終わる同じ1日を繰り替えさせるというものだった。ただ本人は意味のないものと述べ、良くて別の要因で死ぬ可能性が見られることを望んでいた。そして、この実験対象の1人であった巴が、繰り返される1日から外れたことが『第五章』のきっかけとなる。
基本的にはメインキャラクターとして数えられないが、本作タイトルである『空の境界』に対して「一人の魔術師が"無"に挑もうとした物語ともいえる」と述べられるほど重要人物であり、HP上で『空の境界式』が『第五章』をもって一応の幕を閉じたのも、「大タイトルである空の境界は、荒耶宗蓮という人物の物語でもある。その為、HP上では矛盾螺旋の段階で一応の幕とした。空の境界という物語は矛盾螺旋で終わっている」と解説されている。
ドラマCD版とアニメ版で声優が変わらなかった唯一の人物である（理由は中田譲治の項目を参照）。
コルネリウス・アルバ
声 - 遊佐浩二
魔術協会で蒼崎橙子・荒耶宗蓮と同期だった魔術師で、コルネリウス・アグリッパ・フォン・ネッテスハイムの直系の子孫にあたる。長いおかっぱの金髪に真紅のコートとシルクハットという出で立ちが特徴で、実年齢は50歳以上だが外見は20代の美青年。黒い犬を連れている描写もあった。
魔術師としての実力は血筋・魔術回路も含めて一流で、シュポンハイム修道院の次期院長と噂され、人形作りや高速詠唱による攻撃魔術を得意とする。特に詠唱は速度のみならず文面でも非常に洗練されており、さらに「repeat」の一言で連続再生も可能とする。また、彼オリジナルの「脳だけを生かす技術」を用い、臙条巴を含む小川マンションの多数の人形を製作した。しかし、自身の能力を過信していたり、自己顕示欲が強いなど性格にやや問題がある。
学院時代、橙子のほうが優れていると周囲に見なされた（また橙子が自分を認めなかった）ことから橙子を逆恨みするようになり、橙子を殺せる条件で宗蓮の「相克スル螺旋」に協力する。最初の対決では負けたものの宗蓮に助けてもらい、生首となった橙子を殺す。だが結果として、それが次の橙子を目覚めさせることとなり、再戦する。橙子の事実に対して、人形師としての腕、また魔術師の格の違い（橙子にとっては考え方の違い）を認めざるを得なくなり、さらに「傷んだ赤色」を口にしていたため、彼女に惨殺された。意識も消える間際に、橙子や宗蓮を自分と異なる「怪物」と認識し、関わったことに後悔した。
橙子に対する態度は、DVDの一問一答にて武内に「ヤンデレ」と称されており、学院時代は橙子の研究室に通って与太話・自慢話を頻繁に繰り返していたエピソードを持つ。大好物も、学院時代に橙子が作った蒼崎姉妹流ピザ煎餅であることが明かされている。それゆえに、学院時代から変わった「化物」としての橙子に絶望した。起源は「反証」。
「チャーリーとチョコレート工場」に登場する「工場長」ウィリー・ウォンカと特徴が似ているため、たびたびネタにされる。このことは作者である奈須きのこも認識しているようで、自身のホームページである竹箒でネタにしたこともある。
『Fate/Zero』のテレビアニメ18話の衛宮切嗣の過去に、魔術教会の魔術師として酷似した人物が登場している。
臙条 楓（えんじょう かえで）
声 - 伊藤美紀
誕生日：4月24日
臙条巴の母親。夫より1歳年上。実家は裕福な家で、エスカレーター式の女子大学出身。
結婚した際に実家とは絶縁したが、夫の交通事故後は頭を下げて実家に援助を頼む。自身も慣れないスーパーのパートタイマーで生計を助けていた。温和で何事も嫌とは言わない性格だったが、小川マンション移転後の度重なる夫の暴力に耐えかね、これを殺害。直後、自分も殺されると感じた巴によって殺される。
実際には巴に殺されたわけではなく、夫の殺害後に心中を図って巴を殺害し、自殺していた（詳しくは巴の項を参照）。
臙条 孝之（えんじょう たかゆき）
声 - 山野井仁
誕生日：9月13日
臙条巴の父親。国立大学卒で、当初は一軒家を構え、巴に家の鍵で家族を守ることを教えた良き父親であった。しかし、巴が小学生の頃に定職を失い、さらに無免許運転で死亡事故を起こす。
交通事故後、近隣住民の蔑みから逃げるように住居を転々とし、小川マンションへとやってくる。その後、精神に異常をきたしやすい小川マンションの構造の影響もあり酒浸り、さらに妻に暴力を振るうようになり、最期は妻に殺害される。
ちなみに、大学卒業後にしばらく勤めていた会社は浅上商事だった。
相川（あいかわ）
臙条巴の高校時代の同級生。路上でうずくまっていた巴を覚醒させる。
巴の父親のこともあってか、巴に対して高圧的な態度を取っていた。そのため巴の逆襲に遭い、昏倒した。

### 第六章『忘却録音』の登場人物
黒桐 鮮花（こくとう あざか）
声 - 藤村歩 / 田村ゆかり
身長：160cm / 体重：45kg / 誕生日：12月21日 /
黒桐幹也の妹。礼園女学院の一年生。蒼崎橙子に弟子入りし、魔術師（正確には魔術使い）見習いでもある。『第六章』では主要人物として登場している。
兄・幹也を一人の男性として愛しており、妹と認識されないようにさまざまな工作をするが、幹也は両儀式しか眼中にないため意味をなさず、結果として式をライバル視している。正月には実家で準備万端に幹也を迎えるつもりが、幹也が式を連れてきたせいで、ショックのあまり寝込んでしまった。だが、式を嫌っているわけではなく、むしろ好感すら抱いている。十年後では、カリスマ派遣社員をしながら、行く先々の十年後の社長候補の年下社員に交際を申し込まれる生活を送っているらしい。
「発火」の魔術が唯一にして最大の得意技。使用時には橙子からもらった火蜥蜴の皮手袋をはめる。格闘技の訓練も受けていたらしく、劇場版では妖精たちを体術で撃ち払っていた。また、自身の起源を「禁忌」であると考えており、兄を愛するのもそれが由縁と考えている。
『第三章』に登場した浅上藤乃とは友人。鮮花は藤乃が過去に幹也と出会っていたことは知らないため、藤乃が思い出の人物（幹也）を鮮花に話したところ、「本人を探そう」と人探しの達人として幹也を紹介しようとした。
兄が『月姫』の遠野志貴に似ているように、彼女も遠野秋葉と容姿・能力が似ている。ただし、唯一胸だけは秋葉とは異なり、非常に豊かである。
玄霧 皐月（くろぎり さつき）
声 - 置鮎龍太郎
誕生日：5月1日
礼園女学院の男性教師。イギリス育ちで外国語を教える。前任の葉山英雄に代わって一年D組の担任になり、生徒からは人気が高く慕われている。
黒桐鮮花や両儀式によると、黒桐幹也に似た雰囲気を持った人物。幼い頃の出来事で、映像の「再認」（視覚情報による記憶と事実の確認）ができないため、人物を判断する時にはその人物の特徴と実物を当てはめて判断している。正体はアトラス院出身の魔術師で、その能力から「偽神の書（ゴドーワード）」、「統一言語師（マスター・オブ・バベル）」と呼ばれている。蒼崎橙子同様に魔術協会から封印指定を受けており、協会からは身を隠している。
バベルの塔以前に世の中で使われていた「統一言語」を完全に理解し、話すことができるため、世界そのものに話しかける能力を持つ。すなわち、彼の言葉は「世界」からの命令と同義であり、それから逃れることは不可能であるため、絶対的な催眠術師といえる。。この言語をマスターしたのは、妖精にかどわかされて色々いじられた結果らしい。
式の記憶を再生するために荒耶宗蓮に呼ばれる。学院内では黄路美沙夜に擬似的な魔術を教え、また彼女を使って生徒達の記憶を奪っていた。式との戦いでは、式の肉体が『 』とつながっているために「統一言語」の効果が薄く、左腕の「死の線」を突かれて腕を破壊されるも、式に倒されることはなく、「統一言語」の力で式が失っていた記憶を再生させた。この一件の数日後、ある女子生徒に腹部を刺され、その傷が元で命を落とす。起源は「望郷」。
劇場版では展開が異なり、式の記憶を再生した後は姿を消し、その後の詳細は不明。
黄路 美沙夜（おうじ みさや）
声 - 水樹奈々
礼園女学院の生徒会長を務める女子生徒で、黒桐鮮花の2年上の先輩にあたる。
養女ではあるが実家は巨大な資産家で、理事長は黄路家の婿養子に当たるため、学院内では絶大な発言力を持つ。後述の一件より、学院内を暗躍し、異常な出来事を起こす。
玄霧皐月から魔術を学んでおり、自らに妖精を憑かせることによって妖精を使役することができる。しかし、直接の魔術行使はできない。また、その皐月に対して自分達は兄妹であると思い込んでおり、彼を慕う。ただし、実際に兄妹であるかは不明であり、鮮花は「美沙夜が妖精を使って皐月の記憶を奪ったことにより、皐月は自分の兄だと思い込んでいただけ」ではないかと推測している。
学生寮の火災の一件の後に、火災と橘佳織の死の真相を知って葉山英雄を問い詰めるが逆に暴力を振るわれ、抵抗したはずみで彼を死なせてしまう。その事を皐月に相談し、英雄の遺体を使って妖精を生み出し、それらを使役するために皐月から魔術を教わる。その後、生徒の記憶を集めるなどしていたが、学院を調査していた鮮花と戦うことになり敗北する。さらにその後、鮮花や藤乃、瀬尾静音たちと奇妙な縁で結ばれることになる。十年後では、父親が用意した結婚相手と結婚して社長夫人をやっているらしい。
劇場版では妖精を攻撃に使用して鮮花を翻弄するが、暴走する巨大な妖精を使役しきれずに気を失ってしまった。また皐月と兄妹と言う話は出てこない。
橘 佳織（たちばな かおり）
声 - 喜多村英梨
礼園女学院の生徒。1年D組在籍。学生寮火災の際に焼死した。
担任の葉山英雄の主導で援助交際をさせられ、それが原因で妊娠してしまう。キリスト教を信仰していたため堕胎することもできず、最期は自分と同じように援助交際をさせられていたD組の生徒の罪を一身に背負い、自殺したと考えられている。
劇場版では、秀雄が麻薬を扱っている所を目撃したため、口封じとして薬漬けにされてしまい、それを苦にして自殺を図った。一時昏睡状態にあったが、事件後に意識を回復させた。
葉山 英雄（はやま ひでお）
声 - 石上裕一
礼園女学院の教師。1年D組担任。学生寮火災の後に行方不明になる。
兄は学院の理事長であり、資金繰りに困っていたところをコネで学院に赴任した。元来不真面目な性格で、担当クラスの生徒たちに援助交際をさせて金儲けをしていた。橘佳織の一件後、学生寮に放火し、行方をくらます。
学生寮火災の後に、黄路美沙夜とのトラブルで死亡し、その遺体を皐月によって美沙夜が操る妖精の体として利用される。
劇場版では麻薬に溺れており、その現場を佳織に見られてしまったため、口封じとして橘を巻き添えにした。その後は美沙夜の目前で事故死したかに思われていたが、実は麻薬による中毒死だった。また、下の名前の漢字表記が「秀雄」に変更されている。
紺野 文緒（こんの ふみお）
礼園女学院の生徒。1年D組のクラス委員長。
竹を割ったようなサバサバした性格をしているが、クラスの異様ぶりには閉口している。
瀬尾 静音（せお しずね）
声 - 井口裕香
礼園女学院の生徒で、鮮花とは寮のルームメイト。未来視の能力を持っており、幹也とも面識がある。名前のみの登場で、本編には直接登場しない。『空の境界 未来福音』ではヒロインとして登場。
劇場版ではエピローグ部分に少しだけ登場している。
嘉島（かしま）
礼園女学院1年D組の生徒。瑠璃堂とは幼い頃からの友人だったが、過去の出来事が記された手紙が届いてからは疑心暗鬼になり、互いに殺傷するという事件を起こしてしまう。
瑠璃堂（るりどう）
礼園女学院1年D組の生徒。嘉島とは幼い頃からの友人。前述のとおり、殺傷事件を起こす。
マザー・リーズバイフェ（Mother Riesbyfe）
礼園女学院の学長。生粋のキリスト教徒。1年D組の異常について、礼園のOGである蒼崎橙子に調査・解決を依頼する。
彼女と同名の人物（リーズバイフェ・ストリンドヴァリ）が『MELTY BLOOD』に登場する。
古越 耕作
幹也と鮮花が子供の頃に、隣の家に住んでいた老人。2人が幼い頃に他界している。
鮮花は彼の死に涙を流さなかった幹也の言葉を聞いて、幹也のことを意識し始めたと認識している。
氏名は劇場版の設定から。

### 第七章『殺人考察（後）』の登場人物
白純 里緒（しらずみ りお）
声 - 保志総一朗
黒桐幹也の高校時代の先輩。生徒会に所属していたが、やりたいことが見つかったという理由で高校中退する。
2年前の連続通り魔事件の真犯人で、荒耶宗蓮が両儀式のために用意した3つの駒の一人。宗蓮によると「死に逃避して自我する起源覚醒者」。
式に想いを寄せており、2年前に告白したが、「弱い人は嫌い」と拒否される。そこで暴力沙汰を起こすようになるが、誤って相手を殺害してしまう。死体の処理に困っていた際に宗蓮と出会い、彼によって自らの起源「食べる」を覚醒させられたことで、殺した相手の死体を食べる殺人鬼となるも、度が過ぎて起源に近づきすぎてしまったために、宗蓮には見捨てられる。それ以後は式を揺さぶるため連続通り魔事件を起こしていた。また、式を自分のものにしようと唾液を彼女の顔面にかけるなど、卑劣かつ不潔極まりない悪役としても描かれている。
薬屋の息子だったこともありドラッグについて詳しく、その知識を用いて、起源覚醒者を増やすために自分の血液を混ぜたオリジナルの覚醒剤「ブラッド・チップ」を広めていた。また、2年前と同じく殺人を繰り返していたが、その時には式への執着のためか彼女を模した姿をしていた（髪と目の色も変わっており、髪は金髪で目は赤という容姿になっていた）。その後、式と幹也を捕えて2人を仲間に引き入れようとしたが、幹也に拒否されたことで怒り、幹也を傷つける。これがきっかけで式を激昂させ、彼女に殺された（式が犯した唯一の殺人）。
実は『第二章』で既に登場しており、学校を退学する日に式と廊下で遭遇し「4回はやりすぎだろう」と彼女に告げている。式は前後して幹也から名前も聞いているが、彼女はその名を女生徒のものと思い込み、里緒と結び付けはしなかった。
蛍塚 音子（ほたるづか おとこ）
声 - 甲斐田裕子
街の裏に流通するドラッグの密売人。ほんわかした人物でドラッグは娯楽物として楽しむものであり、身を滅ぼす依存性の高い物は邪道を信念としており、それゆえに白純里緒が広めている覚醒剤を嫌悪しており、裏流通ではやや浮いた存在になっている。
世界観を同じくする『Fate/stay night』や『Fate/hollow ataraxia』ではサブキャラクターとして登場しているが、ほとんど別設定のキャラクターになっている（TYPE-MOON公式より）。なお、本作には名前は出てこない。
劇場版ではさらに変わり、いかにも密売人といった出で立ちのキャラクターになっている。
両儀式の祖父
声 - 大木民夫
式が幼少の頃に他界しており、故人。両儀家の血によってたびたび精神に異常をきたしていたために、両儀邸内の奥座敷に半ば幽閉されていた。また、すでに殺人の経験があるらしい。幼い式に殺人の定義を教え、それが式の殺人に対する考え方の基盤となった。
両儀 要（りょうぎ かなめ）
両儀式の実兄。陰陽の人格を形成するという両儀の性質が表れず、また妹の式にそれが完全な形で表れたため、嫡子としては扱われていない。両儀邸の離れで暮らしているが、家督継承候補としての待遇は受けている。

## 書籍

### 日本
同人誌
空の境界（上）
2001年12月30日発売（コミックマーケット61）
空の境界（下）
2001年12月30日発売（コミックマーケット61）
春と月と空と
2012年4月30日発売（COMIC1☆6）
本作と「月の珊瑚」「京都、春。」の線画・作画設定集。
講談社ノベルス
空の境界 上
2004年6月8日発売、ISBN 4-06-182361-2
収録章：1/俯瞰風景、2/殺人考察（前）、3/痛覚残留、4/伽藍の洞、境界式、5/矛盾螺旋
解説：笠井潔
空の境界 下
2004年6月8日発売、ISBN 4-06-182362-0
収録章：5/矛盾螺旋、6/忘却録音、境界式、7/殺人考察（後）、空の境界
解説：笠井潔
空の境界 限定愛蔵版
2004年4月1日発売、ISBN 4-06-182373-6
5000部限定生産。本体の内容は通常版と同じだが、上下巻とも外面はシルバーに統一されており、紙縁にも銀塗装がされているため、四方どの角度から見ても銀色に見える演出が施されている。
付属の小冊子には奈須きのこのあとがきと設定用語集が収録されている。外装は本編二冊と同じシルバー外装。
専用ケースとして小冊子と上下巻が収納できるリボン付きの小形の棚と、帯状の外箱が付属している。
講談社文庫（な 71-1、な 71-2、な 71-3）
空の境界 上（1）
2007年11月15日発売、ISBN 978-4-06-275892-5
収録章：1/俯瞰風景、2/殺人考察（前）、3/痛覚残留
解説：綾辻行人
空の境界 中（2）
2007年12月14日発売、ISBN 978-4-06-275920-5
収録章：4/伽藍の洞、境界式、5/矛盾螺旋
解説：菊地秀行
空の境界 下（3）
2008年1月16日発売、ISBN 978-4-06-275946-5
収録章：6/忘却録音、境界式、7/殺人考察（後）、空の境界
解説：笠井潔

### 海外
英語
The Garden of Sinners： A View from Above
出版社：バランタイン・ブックス（Del Rey）
2008年8月19日発売、ISBN 978-0-34-550206-3
「1/俯瞰風景」の翻訳であり、『FAUST 1』（アメリカ版ファウスト）に収録。
中国語（繁体字）
空之境界（上）
出版社：傑克魔豆
2005年2月発売、ISBN 9867459474
空之境界（下）
出版社：傑克魔豆
2005年5月発売、ISBN 9867459512
空之境界（上）
出版社：尖端出版
2010年4月発売、ISBN 9789571042534
空之境界（中）
出版社：尖端出版
2010年6月発売、ISBN 9789571042541
空之境界（下）
出版社：尖端出版
2010年7月発売、ISBN 9789571042558
韓国語
공의 경계 - 상
出版社：鶴山文化社（エクストリームノベル）
2005年5月発売、ISBN 9788952969811
공의 경계 - 하
出版社：鶴山文化社（エクストリームノベル）
2005年5月発売、ISBN 9788952969835 공의 경계 한정판 BOX SET
出版社：鶴山文化社（エクストリームノベル）
2005年5月発売、ISBN 978-89-529-7124-1
공의 경계 上
出版社：鶴山文化社（エクストリームノベル）
2011年5月発売、ISBN 9788925843223
공의 경계 中
出版社：鶴山文化社（エクストリームノベル）
2011年5月発売、ISBN 9788925843247
공의 경계 下
出版社：鶴山文化社（エクストリームノベル）
2011年5月発売、ISBN 9788925843254
공의 경계 세트 전3권
出版社：鶴山文化社（エクストリームノベル）
2011年5月発売、ISBN 9788925861401

## ドラマCD
『ドラマCD 空の境界 俯瞰風景』のタイトルで同人作品として2002年8月9日に発売。『第一章』をベースに、ドラマ脚本家の大森ごはんによるオリジナルエピソードが追加されており、原作の『第一章』ではラストにのみ登場した黒桐鮮花の登場シーンが増えているほか、全く出番の無かった荒耶宗蓮も語り部的な役割で登場する。また、付属ブックレットには、奈須きのこと虚淵玄（ニトロプラス）の対談が収録された。制作・販売はMagic・Cage。

### 主題歌
オープニングテーマ「Night Device 006X」
作曲・編曲 - 鷹茂イナヲ / ギター - H.K. / Bass - ペコーヰチ
エンディングテーマ「ソラヲコエテ」
作詞 - A.Masato / 作曲・編曲 - 鷹茂イナヲ / 歌 - Ta

## 劇場アニメ
『TYPE-MOON × ufotable プロジェクト』として『空の境界』初の映像化を果たしたアニメ映画作品。声優は荒耶宗蓮役の中田譲治を除き、ドラマCD版から変更されている。
原作と同様に、劇場版も全7章と終章で構成されている。当初、東京都にあるテアトル新宿にてレイトショーだけで公開されていたが、連日立ち見が出るほどの集客となったため、モーニングショー枠などを設定して上映回数を増やし、テアトルダイヤ等全国8ヶ所の映画館でも上映されることとなった。公開初日の舞台挨拶やオールナイト等のイベントも催された。
劇場公開数は40館前後。2009年8月時点で全7章の観客動員数は約26万2000人、興行収入は約3億円、DVD出荷枚数は約75万枚であった。BDBBOXはBDランキングで総合2位、アニメ部門では首位にランクイン。アメリカ・サンフランシスコで行われたイベントでもBDBOXを販売し、日本と同価格・仕様での販売ながら完売した。
プロジェクト第1弾『俯瞰風景』は第12回文化庁メディア芸術祭審査委員会推薦作品に選出された。
2013年にはプロジェクト再始動として、『俯瞰風景』の3D映画化（2013年7月13日）および新作アニメ映画『未来福音』（2013年9月28日）が公開されている。俯瞰風景3Dの同時上映作品は『Fate/ゼロカフェ』。2013年7月13-15日は上映6館全館が満員で、テアトル新宿とシネ・リーブル梅田は3日間全席が完売、テアトル新宿は5日間連続でソールドアウトとなった。
『同人版 未来福音』は劇場版の映像に感動した奈須きのこと武内崇が同人サークル「竹箒」を再結成、感謝の気持ちを持って執筆された。

### 製作
本作は配給のアニプレックス、アニメーション制作のufotable、原作のノーツの3社にとって初の映画配給作品となる。
企画当初、全3部作の予定だった企画を原作小説と同じく全7章の劇場映画として制作することを提案したのはufotable代表取締役社長の近藤光。小説執筆当時の奈須の想いを映像で表現するために提案した。終章は当初、第七章に組み込まれる案もあったが、最終的に分けられることとなった。各章60分ほどの尺で構成されており、鑑賞料金もその分価格が低く設定されている。ただし、『第五章』と『第七章』は尺が長いため、鑑賞料金は通常料金と同じになっている。企画当初は、各章40分を基準とした尺を設定していたが、最終的には終章を除く全ての章で40分を超える映像となった。
奈須きのこはTYPE-MOONとしてシナリオ会議に出席するつもりはなく、制作はすべてufotableに任せる予定であった。しかし、ufotable側から「一緒に作りましょう」と参加をお願いされ、最終的にシナリオ打ち合わせに参加することとなった。奈須は当初、第一章のシナリオを改めて作り直すことを提案し、プロットも完成していたが、ufotable側の提案により原作を重視しつつアクション要素を強くする方針がとられた。
前述の通り、シナリオはアレンジされた部分もあるが、基本的に原作を重視したものになっている。そのため、残虐シーンやグロテスクな描写が非常に多いが、映倫の基準に合わせているため、年齢制限の類は存在しない。また、「劇場で見たい人だけ見ればよい」という方針で制作されており、奈須の提案により原作のモノローグは極力使わない方針がとられている。第六章は当初尺が30分しかない予定であり、その関係から鮮花に主軸を絞り原作から最も改変された。シナリオ変更の際に、「(30分しかないので)事件を原作よりシンプルに」「大妖精を基地にして小さい妖精を戦闘機に」などのアイデアを奈須が出している。また監督の三浦貴博は玄霧皐月の話の消化法に悩み、最終的に原作者の奈須と脚本担当の平松正樹の間で生まれた「玄霧皐月の能力に対する回避方法」のアイデアを採用している。
第七章の監督を務めた瀧沢進介はこの章で絵コンテ・演出を担当したスタッフたちの名義であり、ufotable代表取締役社長の近藤光を中心に各章で監督を務めたあおきえい、野中卓也、小舩井充、平尾隆之の5名の演出陣の集合ネームとなっている。第七章は当初の企画では別の人物が監督の候補として挙がっていたが、候補に挙がっていた演出家の都合により作品に参加できなくなり、最終的に近藤を中心として、これまで各章で監督を務めてきたスタッフたちが絵コンテ・演出作業に参加することになった。第四章監督の滝口禎一は別作品の監督を務めていたため、第六章監督の三浦貴博は第六章制作中に第七章の制作が始まっていたため監督としては参加していないが、三浦は作画監督補佐として第七章に参加している。また、第一章監督のあおきえいも別作品の監督作業のため絵コンテには参加していないが、一部演出作業を手伝った関係で監督の一人として名前がクレジットされている。
終章は第七章に引き続き近藤が監督・絵コンテを担当。『Fate/Zero』のアニメ化が決まっていたこともあり、キャラクターデザインを当時の武内崇の絵柄に近づける試みが行われた。
制作は第一章のシナリオが変更になる可能性があったため第二章の制作から始まり、第一章から第四章まではほぼ同時期に作業が進んでいた。また、作画作業に入る前に絵コンテ撮を使い、仮アフレコと楽曲制作を先行して行ったうえで作画作業を行っている。第五章では設定考察のため、小川マンションの施工が成立するか考察したレポートを作成し、模型を製作してスタッフの間で仕組みを共有した。「伽藍の堂」の美術設定はアンティーク好きの近藤が個人的に集めていた小物や知り合いのアンティーク屋などから集めたものをufotableスタジオ内に持ち込み、実際にセットを組み上げて美術を制作した。セットの一部は、ufotableが経営する福岡市の「マチ★アソビ カフェ」に展示されている。
本編前に「劇場観賞マナーCM」（後述）が、本編後にはテレビアニメのように次章予告が挿入されている。

### 公開リスト
- 第一章 俯瞰風景 - 2007年12月1日公開
- 第二章 殺人考察（前） - 2007年12月29日公開
- 第三章 痛覚残留 - 2008年2月9日公開
- 第四章 伽藍の洞 - 2008年5月24日公開
- 第五章 矛盾螺旋 - 2008年8月16日公開
- 第六章 忘却録音 - 2008年12月20日公開
- Remix -Gate of seventh heaven- - 2009年3月14日公開
- 第七章 殺人考察（後） - 2009年8月8日公開
- 終章/空の境界 - 2010年12月18日公開（一週間限定公開）
- 俯瞰風景3D - 2013年7月13日公開
- 未来福音 - 2013年9月28日公開

### スタッフ
『未来福音』のスタッフに関する詳細は『空の境界 未来福音』を参照。
- 原作 - 奈須きのこ 『空の境界』（講談社ノベルス）
- 監督 - あおきえい（第一章）/ 野中卓也（第二章）/ 小船井充（第三章）/ 滝口禎一（第四章）/ 平尾隆之（第五章）/ 三浦貴博（第六章）/ 瀧沢進介[注 1]（第七章）/ 近藤光（終章）
- キャラクター原案 - 武内崇
- キャラクターデザイン・作画監督 - 須藤友徳/ 高橋タクロヲ（第一章、第二章、第五章、第七章）/ 小船井充（第三章、第七章）/ 滝口禎一（第四章）/ 小笠原篤（第六章）
- 脚本 - 平松正樹（ufotable）
- 美術監督 - 池信孝（第一章、第二章、第五章）/ 小倉一男（第三章）/ 海老沢一男（第四章）/ 衛藤功二（第六章、第七章） / 平柳悟（終章）
- 美術コーディネーター - 東潤一
- 色彩設定 - 千葉絵美
- 撮影監督 - 寺尾優一、松田成志
- 3D監督 - 中村慎太郎
- 編集 - 神野学
- 音楽 - 梶浦由記
- 音響監督 - 岩浪美和
- 音響効果 - 倉橋静男（サウンドボックス）
- 音響制作 - 納谷僚介
- キャスティング - 松岡超
- プロデューサー - 岩上敦宏、針生雅行、竹内友崇、近藤光
- スーパーバイザー - 太田克史
- ラインプロデューサー - 鈴木龍
- システムマネージャー - 笠原健一郎
- 制作プロデューサー - 近藤光
- アニメーション制作 - ufotable
- 配給 - アニプレックス
- 製作 - 劇場版「空の境界」製作委員会（アニプレックス、講談社、ノーツ、ufotable）

### 主題歌（アニメ）
全作曲 - 梶浦由記 / 歌 - Kalafina
第一章 俯瞰風景 エンディングテーマ「oblivious」
作詞 - 梶浦由記
第二章 殺人考察（前） エンディングテーマ「君が光に変えて行く」
作詞 - 梶浦由記
第三章 痛覚残留 エンディングテーマ「傷跡」
作詞 - 梶浦由記
第四章 伽藍の洞 エンディングテーマ「ARIA」
作詞 - 梶浦由記
第五章 矛盾螺旋 エンディングテーマ「sprinter」
作詞 - 梶浦由記
第六章 忘却録音 エンディングテーマ「fairytale」
作詞 - 梶浦由記・奈須きのこ
第七章 殺人考察（後） エンディングテーマ「seventh heaven」
作詞 - 梶浦由記
終章/空の境界 エンディングテーマ（カバー）「snow falling」
作詞 - 梶浦由記

### 劇場鑑賞マナーCM
上映前に行われる劇場鑑賞マナーCMはクレイアニメーションで作られており、デフォルメ化されたキャラクター達による掛け合い漫才のような内容となっている。本編のキャラクターの他、ネコアルクや「Fate/stay night」のキャラクターが登場している。制作は本編と同じくufotableが行っている。映像特典としてDVDに収録されている。

### Remix
最終章である『第七章』公開を前に、リミックス作品として「空の境界 Remix -Gate of seventh heaven-」が2009年3月14日から公開された。内容は『第一章』から『第六章』までのリミックス総集編で、各章の主題歌に乗せて要所を抜き出して編集されている。また章順ではなく時間軸順に編成されており、『第二章』から始まり、『第四章』、『第三章』、『第一章』、『第五章』、『第六章』と続く。基本的には既存のシーンのリミックスだが、一部新規のシーンも追加されている。劇場観賞マナーCMは無いが、『第六章』のものとは別に新規の『第七章』の次章予告が挿入されている。Blu-ray Disc Boxの特典ディスクに収録。

#### スタッフ（Remix）
- リミックスディレクター - 寺尾優一、吉川冴、近藤光
- CGワークス - 松田成志、中村慎太郎、山口祐樹、三田創平、松原沙季、吉川冴、寺尾優一
- 原画 - 須藤友徳
- 仕上げ・仕上げ検査 - 千葉絵美
- 編集 - 神野学
- 音響編集 - 田中直也、三田英登

#### 挿入歌
全作曲 - 梶浦由記 / 歌 - Kalafina
「overture」
作詞 - 梶浦由記
「君が光に変えて行く」
作詞 - 梶浦由記
「ARIA」
作詞 - 梶浦由記
「傷跡」
作詞 - 梶浦由記
「interlude 01」
作詞 - 梶浦由記
「sprinter」
作詞 - 梶浦由記
「fairytale」
作詞 - 梶浦由記・奈須きのこ
「oblivious」
作詞 - 梶浦由記

### テレビ放送版
2013年7月から9月（一部局は10月）にかけてTOKYO MX、BS11、ニコニコ生放送、バンダイチャンネルで公開順ではなくほぼ時系列順に再構成されたテレビ放送版（全13回）を放送。また、同年10月からは関西ローカルでも朝日放送にて遅れネットで放送された。式と幹也の物語を中心に再構成されており、第五章「矛盾螺旋」と第六章「忘却録音」は含まれていない。
本作のディレクション・編集・製作は編集プロダクションQtecが担当している。

#### スタッフ（テレビ放送版）
- ディレクター - 東久保栄太、石川孝樹
- アシスタントディレクター - 児玉佳恵
- オンライン編集 - 和田玄太、藤島英幸
- MA - 平野順一、江口奈美
- 協力 - Qtec
- 製作 - 劇場版『空の境界』製作委員会

#### 各話リスト
| 話数     | サブタイトル       |
| -------- | ------------------ |
| 第一話   | 伽藍の洞 I         |
| 第二話   | 伽藍の洞 II        |
| 第三話   | 痛覚残留 I         |
| 第四話   | 痛覚残留 II        |
| 第五話   | 俯瞰風景 I         |
| 第六話   | 俯瞰風景 II        |
| 第七話   | 殺人考察（前） I   |
| 第八話   | 殺人考察（前） II  |
| 第九話   | 殺人考察（後） I   |
| 第十話   | 殺人考察（後） II  |
| 第十一話 | 殺人考察（後） III |
| 第十二話 | 殺人考察（後） IV  |
| 第十三話 | 殺人考察（後） V   |

#### 放送局
| 放送地域   | 放送局             | 放送期間                  | 放送日時                     | 放送系列       | 備考                              |
| ---------- | ------------------ | ------------------------- | ---------------------------- | -------------- | --------------------------------- |
| 東京都     | TOKYO MX           | 2013年7月6日 - 9月28日    | 土曜 0:00 - 0:30（金曜深夜） | 独立局         | 『E!TV』枠 マルチ編成のためSD画質 |
| 日本全域   | ニコニコ生放送     | 2013年7月6日 - 9月28日    | 土曜 0:00 - 0:30（金曜深夜） | ネット配信     |                                   |
| 日本全域   | ニコニコチャンネル | 2013年7月6日 - 9月28日    | 土曜 0:30（金曜深夜） 更新   | ネット配信     |                                   |
| 日本全域   | BS11               | 2013年7月11日 - 10月3日   | 木曜 3:00 - 3:30（水曜深夜） | BS放送         | 『ANIME+』枠                      |
| 日本全域   | バンダイチャンネル | 2013年7月20日 - 10月12日  | 土曜 0:00（金曜深夜） 更新   | ネット配信     |                                   |
| 近畿広域圏 | 朝日放送           | 2013年10月10日 - 12月26日 | 木曜 2:13 - 2:43（水曜深夜） | テレビ朝日系列 | 『水曜アニメ〈水もん〉』第1部     |
| 日本全域   | アニマックス       | 2014年10月3日 - 12月26日  | 金曜 22:00 - 22:30           | BS/CS放送      | リピート放送あり                  |
| 日本全域   | アニマックス       | 2014年10月4日 - 12月27日  | 土曜 22:30 - 23:00           | BS/CS放送      | [ 注 37 ]                         |

### 3D映画
2013年7月13日に、第一章を3D化した『劇場版 空の境界 俯瞰風景3D』が公開された。同時上映作品は『Fate/ゼロカフェ』。

#### スタッフ（3D）
- 3Dプロジェクトディレクター - 近藤光、寺尾優一
- 2Dコーディネーター・S3Dデザイナー - 寺尾優一、西脇一樹、森吉篤樹、西中莉麻、松田成志
- S3Dクリエイター - 佐々木弥生（IMAGICA）
- S3Dテクニカルエンジニア - 大森智裕（IMAGICA）
- 配給 - アニプレックス
- 製作 - アニプレックス、星海社、講談社、ノーツ、ufotable

### 関連番組

#### 特集番組
劇場版『第七章』の公開開始前の2009年8月2日25:20〜26:20、TBSテレビで本作の特集番組として「劇場版『空の境界』特別番組〜全七章の軌跡〜」が放送された。ナビゲーターは宮田麻里乃、ナレーションは本作で蒼崎橙子役を演じている本田貴子。放送内容は本作を時系列順に編集したプロモーション映像や、本作に関わるエピソードの紹介など。blu-ray Disc Boxの特典ディスクに収録。

#### ラジオ番組
劇場版と連動したインターネットラジオ番組がアニメイトTVより放送された。

### 関連商品

#### CD
『oblivious』（2008年1月23日発売）
『第一章』から『第三章』の主題歌を収録
初回生産限定盤も同時発売
『Re/oblivious』（2008年4月23日発売）
『oblivious』のリミックスミニアルバム
完全生産限定盤
『sprinter/ARIA』（2008年7月30日発売）
『第四章』と『第五章』の主題歌とobliviousのインストゥルメンタルを収録
初回生産限定盤も同時発売
『fairytale』（2008年12月24日発売）
『第六章』の主題歌とsprinterのインストゥルメンタルを収録
初回生産限定盤も同時発売
『Seventh Heaven』（2009年3月4日発売）
『第一章』から『第七章』の主題歌を収録
初回仕様の期間生産限定盤も同時発売
『Magia』（2011年2月16日発売）
通常盤・初回盤のカップリングに『終章』をカヴァーしたイメージソング「snow falling」を収録
『the Garden of sinners-劇場版「空の境界」音楽集-』（2011年3月2日発売）
『第一章』から『終章』までの劇中曲を、2枚組のアルバムに再編
全18曲、収録時間136分の「ベスト＆リアレンジアルバム」

#### DVD
劇場版「空の境界」俯瞰風景
2008年5月21日発売（ANZB-2881）
完全生産限定版
2枚組（本編DVD＋第一章サウンドトラックCD）
武内崇描き下ろしBOX
第一章パンフレット縮刷版／特製ピンナップ／オリジナル特製小冊子封入
劇場版「空の境界」殺人考察（前）
2008年6月25日発売（ANZB-2883）
完全生産限定版
2枚組（本編DVD＋第二章サウンドトラックCD）
武内崇描き下ろしBOX
第二章パンフレット縮刷版／特製ピンナップ／オリジナル特製小冊子封入
劇場版「空の境界」痛覚残留
2008年7月23日発売（ANZB-2885）
完全生産限定版
2枚組（本編DVD＋第三章サウンドトラックCD）
武内崇描き下ろしBOX
第三章パンフレット縮刷版／特製ピンナップ／オリジナル特製小冊子封入
劇場版「空の境界」伽藍の洞
2008年12月17日発売（ANZB-2887）
完全生産限定版
2枚組（本編DVD＋第四章サウンドトラックCD）
武内崇描き下ろしBOX
第四章パンフレット縮刷版／特製ピンナップ／オリジナル特製小冊子封入
劇場版「空の境界」矛盾螺旋
2009年1月28日発売（ANZB-2889）
完全生産限定版
2枚組（本編DVD＋第五章サウンドトラックCD）
武内崇描き下ろしBOX
第五章パンフレット縮刷版／特製ピンナップ／オリジナル特製小冊子封入
劇場版「空の境界」忘却録音
2009年7月29日発売（ANZB-2891）
完全生産限定版
2枚組（本編DVD＋第六章サウンドトラックCD）
武内崇描き下ろしBOX
第六章パンフレット縮刷版／特製ピンナップ／オリジナル特製小冊子封入
劇場版「空の境界」殺人考察（後）
2009年12月9日発売（ANZB-2893）
完全生産限定版
2枚組（本編DVD＋第七章サウンドトラックCD）
武内崇描き下ろしBOX
第七章パンフレット縮刷版／特製ピンナップ／オリジナル特製小冊子封入
劇場版「空の境界」終章/空の境界
2011年2月2日発売（ANSB-2895）
blu-ray Disc Boxの特典ディスクにも収録
アニメイト・ゲーマーズ・とらのあな・ソフマップの4社限定で、それぞれ『第一章』〜『第三章』、『第四章』〜『第五章』、『第六章』のDVD（限定版）連続購入特典でufotable描き下ろしテレホンカードが入手可能（先着）。各チェーンによって絵柄は異なる。

#### BD
劇場版「空の境界」Blu-ray Disc Box
2011年2月2日発売（ANZX-3921〜3928）
8枚組（本編7枚＋特典ディスク1枚）
Visual Chronicle Book 同梱

#### 画コンテ集
講談社BOX
劇場版 空の境界 第一章「俯瞰風景」画コンテ集
2008年7月1日発売、ISBN 978-4-06-283671-5
劇場版 空の境界 第二章「殺人考察（前）」画コンテ集
2008年8月4日発売、ISBN 978-4-06-283672-2
劇場版 空の境界 第三章「痛覚残留」画コンテ集
2008年9月1日発売、ISBN 978-4-06-283675-3
劇場版 空の境界 第四章「伽藍の洞」画コンテ集
2009年1月5日発売、ISBN 978-4-06-283691-3
劇場版 空の境界 第五章「矛盾螺旋」画コンテ集
2009年2月2日発売、ISBN 978-4-06-283693-7
劇場版 空の境界 第六章「忘却録音」画コンテ集
2010年9月1日発売、ISBN 978-4-06-283750-7
劇場版 空の境界 第七章「殺人考察（後）」画コンテ集
2010年10月1日発売、ISBN 978-4-06-283751-4

## 漫画
本作を出版している講談社の子会社である星海社の公式WEBサイト「最前線」にて、本作の公式コミカライズ作品『空の境界 the Garden of sinners』がウェブコミックとして連載されている。作画は天空すふぃあ。原作・奈須きのこ、キャラクター原案・武内崇も監修として作品に参加する。
第1話は2010年9月15日に、「最前線」プレオープンと同時に公開。『第一章』から順番に漫画化される。単行本は星海社COMICSから発売。

### 単行本
星海社COMICSから発売。既刊12巻。
1. 2011年11月11日発売、ISBN 978-4-06-369501-4
2. 2012年7月10日発売、ISBN 978-4-06-369506-9
3. 2013年7月10日発売、ISBN 978-4-06-369508-3
4. 2014年9月10日発売、ISBN 978-4-06-369517-5
5. 2015年8月11日発売、ISBN 978-4-06-369534-2
6. 2016年7月22日発売、ISBN 978-4-06-369554-0
7. 2017年9月9日発売、ISBN 978-4-06-369582-3
8. 2018年8月11日発売、ISBN 978-4-06-512000-2
9. 2019年8月1日発売、ISBN 978-4-06-516695-6
10. 2020年6月12日発売、ISBN 978-4-06-520433-7
11. 2022年4月28日発売、ISBN 978-4-06-527758-4
12. 2023年12月13日発売、ISBN 978-4-06-533269-6

## 外部出演
MELTY BLOOD Actress Again
2009年8月20日発売のPS2移植版にて式がゲスト参戦。以降のシリーズにも登場している。
Fate/EXTRA
式が敵キャラクターとしてゲスト出演している。
Fate/Grand Order
コラボレーションイベント『空の境界/the Garden of Order』にて、式がセイバーおよびアサシンのサーヴァントとして実装され、同イベントの復刻版では藤乃がアーチャーとして追加実装されている。

## 備考
- 『劇場版 空の境界』では日本橋、聖蹟桜ヶ丘、吉祥寺、レインボーブリッジなど、東京都内の各名所をモデルとした風景が登場する。
- 黒桐幹也が通っていた大学は明治大学和泉キャンパス、黒桐鮮花が通っている礼園女学院は神戸女学院中学部がそれぞれモデルとなっている[注 38]。
- 本作の劇場版アニメを制作したufotableが2009年4月、徳島市内にスタジオを開設したことに関連し、徳島市阿波おどりの告知ポスター（ufotable制作[33]）に本作のキャラクターが登場した。2009年版には両儀式と黒桐幹也[34]、2010年版には両儀式と黒桐鮮花[35]の浴衣姿が描かれている。